# Juncus sandwithii
Juncus sandwithii là một loài thực vật có hoa trong họ Juncaceae. Loài này được Lourteig mô tả khoa học đầu tiên năm 1968.